# Gewerkschaft Holz und Kunststoff
Die Gewerkschaft Holz und Kunststoff (GHK) war eine Gewerkschaft des Deutschen Gewerkschaftsbunds (DGB) mit Sitz in Düsseldorf.
Sie wurde am 27./28. Mai 1949 in Königswinter durch Vereinigung der 3 Holzarbeiter-Gewerkschaften in den Westzonen unter dem Namen Gewerkschaft Holz (GH) gegründet. 1966 wurde sie in Gewerkschaft Holz und Kunststoff (GHK) umbenannt. 1990 gehörten ihr 149.000 Mitglieder an. Über die Holzarbeiter-Zeitung wurden die Mitglieder informiert.
Zum 1. Januar 2000 schloss sie sich der IG Metall (IGM) an.
Die aufgelöste Gewerkschaft ist aber nicht zu verwechseln mit der nach dieser Fusion neu gegründeten Gewerkschaft gleichen Namens, die Mitglied im Christlichen Gewerkschaftsbund (CGB) ist. Zwischenzeitlich wurde die GHK der Christlichen Gewerkschaft, nach einem gerichtlichen Vergleich, in Gewerkschaft für Kunststoffgewerbe und Holzverarbeitung im CGB e.V. (GKH) umbenannt.

## Vorsitzende
- 1949–1951: Markus Schleicher
- 1951–1953: Franz Valentiner
- 1953–1958: Heinz Seeger
- 1958–1977: Gerhard Vater, 1958–1960 kommissarischer Vorsitzender
- 1977–1981: Kurt Georgi
- 1981–1993: Horst Morich
- 1993–1999: Gisbert Schlemmer